# Rdečeglava brenčačka
Rdečeglava brenčačka (znanstveno ime Calliphora vicina) je vrsta brenčačk in ena najpomembnejših vrst žuželk v forenzični entomologiji. 

## Opis
Oprsje in zadej rdečeglave brenčačke sta sivomodre kovinske barve. Od mesne muhe (C. vomitoria) se sprva ne loči, odrasli primerki pa se od njih ločijo po živo rdečih ali oranžnih licih. V dolžino doseže med 10 in 11 mm.  
Vrsto je prvi opisal francoski entomolog Jean-Baptiste Robineau-Desvoidy leta 1830. Znanstveno ime vicinus izhaja iz latinščine in pomeni 'sosednji'.

### Življenjski cikel
Rdečeglava brenčačka ima do pet generacij na leto, razmnoževati pa se začne pri temperaturi ozračja 27˚ C. Samica odloži do 300 jajčec na svežo mrhovino ali na odprto rano. Ličinke imajo tri razvojne stopnje. Prva stopnja se izleže približno po 24 urah od zaleganja. Druga stopnja razvoja se začne 20 ur kasneje, po 48 urah pa se začne tretja stopnja. V dobrih pogojih se ličinke hranijo od 3 do 4 dni, nato pa zapustijo truplo in si poiščejo kraj, kjer se zabubijo. V idealnih pogojih se iz bube razvije odrasla muha v 11 dneh, pri temperaturi 27˚ C pa traja ta faza okoli 18 dni.
Na dolžino razvojnih faz vplivajo klimatski pogoji kot je temperatura. Pri višjih temperaturah se življenjski cikel skrajša, v hladnejših pogojih pa podaljša. Z upoštevanjem temperature okolja in razvojne faze ličink so le-te pomemben del forenzičnih preiskav kriminalistov pri ugotavljanju časa smrti žrtve.

## Razširjenost
Rdečeglava brenčačka je pogosta vrsta v Evropi in Severni Ameriki. Najpogosteje se pojavlja spomladi, ko se temperature gibljejo med 13 in 24 ˚C).  V Južni Afriki so muho prvič opazili leta 1965, ko so našli prvi primerek v bližini Johannesburga. Kasneje so vrsto našli še večkrat, vendar v Južni Afriki ni splošno razširjena. Občasno se posamezni primerki najdejo tudi v Avstraliji in na Novi Zelandiji.